# Elite (ビデオゲーム)
Elite(エリート)は、イギリスのAcornsoftなどによって1984年9月から発売されたビデオゲームである。対応ハードウェアはBBC MicroやAcorn Electron (エイコーン・コンピュータ)など多数に及ぶ。
本作は広大な宇宙を旅しながら交易や戦闘を行えるゲームであると同時に、描画にワイヤーフレームを使用した最初期の家庭向けゲームソフトでもある。

## 開発
1982年1月にエイコーン・コンピュータからBBC Microが発売され、多くの若者がこのパソコンでプログラミングを学び、その中にはケンブリッジ大学ジーザス・カレッジに通うデビッド・ブレイベンとイアン・ベルも含まれていた。二人は別々のゲームを作っていたが、話し合いの末、これらを統合して宇宙船同士の戦いを描こうとした。宇宙空間を舞台にしたのは、暗闇の中に星明りを描くだけでそれらしく見えるという利点によるものであり、そうときまれば3D空間にしようということになった。ただし、この時点では斬新な概念でしかなく、アメリカのアタリが1980年に発売したPCゲーム『スターレイダース』でも3Dグラフィックの導入は実現せず、奥行きの導入にとどまった。また、アタリが同時期に発売したアーケードゲーム『Battlezone』は3Dベクターグラフィックによって戦車と簡単な地形を描いていた。加えて、BBC Microはもともと教育用という位置づけであり、スペックはアーケードゲームよりも低かった。以上のことから、ブレイベンはモノクロの少ない線を用いたワイヤーフレームによって宇宙船を描くことにした。また、ブレイベンはアーケード市場で一般的だったスコアアタックを競うタイプのゲーム（前述の2作を含む）ではなく、「総合的な環境シミュレーション」を追求した。2人が息抜きに遊んだSFテーマのTRPGも作品に影響を与えた。たとえば、金銭の概念は報酬とモチベーションの維持にも役立つため、スコアを金銭にし、それで宇宙船のアップグレードに役立てるようにした。金を稼ぐ手段は、恒星間貿易を生業とする商人を主人公にしたTRPG『トラベラー』をヒントに導入された。

## 続編
- Frontier Elite II
- Frontier First Encounters
- Elite Dangerous